# 木津幸吉
木津 幸吉（きづ こうきち、文政13年1月15日（1830年2月8日） - 明治28年（1895年）9月27日）は、幕末・明治時代の写真家。

## 経歴
1830年（文政13年）1月15日、越後国新発田（現・新潟県新発田市）に生まれる。1860年頃に足袋職人として箱館に渡ったが、その後仕立屋を始めた。そこで初代箱館ロシア領事となったゴシケビッチに洋服の仕立てを依頼され、出来が良かったために評判となった。仕立て屋は繁盛し、幸吉は儲けた金で写真機を購入した。ゴシケビッチおよび領事館医師ゼレンスキーから写真術を学び、1864年（元治元年）箱館に北海道最初の写真スタジオを開業した。1867年（慶応3年）田本研造とともに松前藩の松前城を撮影。1869年（明治2年）上京し、浅草で写真館をひらいた。
1895年（明治28年）9月27日、66歳で死去。